# هراچیا آقاجانیان
هراچیا هایکی آقاجانیان (Հրաչյա Հայկի Աղաջանյան؛ زادهٔ ۲۷ دسامبر ۱۹۷۹) یک دیپلمات اهل ارمنستان است وی از سال ۲۰۱۱ سفیر جمهوری ارمنستان در کشورهای شبه‌جزیره اسکاندیناوی می‌باشد.